# Махендран, Муругесан
Муругесан Махендран (англ. Murugesan Mahendran, 9 марта 1947) — малайзийский хоккеист (хоккей на траве), нападающий.

## Биография
Муругесан Махендран родился 9 марта 1947 года.
Играл в хоккей на траве за ПКНС.
В 1972 году вошёл в состав сборной Малайзии по хоккею на траве на Олимпийских играх в Мюнхене, занявшей 8-е место. Играл на позиции нападающего, провёл 9 матчей, забил 4 мяча (по одному в ворота сборных Уганды, Франции, Бельгии и Австралии).
В 1972 году стал спортсменом года в Малайзии, получив награду «Анугера Сукан Негара».
В 1976 году вошёл в состав сборной Малайзии по хоккею на траве на Олимпийских играх в Монреале, занявшей 8-е место. Играл на позиции нападающего, провёл 7 матчей, забил 1 мяч в ворота сборной Аргентины.